# Liste d'œuvres d'art public dans le 2e arrondissement de Paris

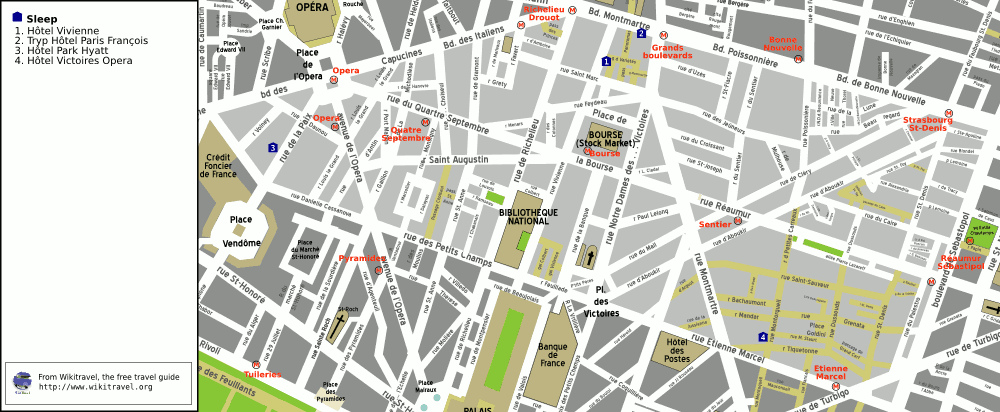
Plan du 2e arrondissement de Paris.

Cet article tente de recenser les principales œuvres d'art public situées dans le 2e arrondissement de Paris, en France.

## Liste
- Eurydice mourante, Charles-François Lebœuf dit Nanteuil (1822, galerie Colbert, réplique de l'original aujourd'hui au musée du Louvre) ;
- Hommage à Arago, Jan Dibbets (1994, installation de médaillons sur l'axe du méridien de Paris)
- Jean-Paul Sartre marchant sous la pluie, Roseline Granet (1987, jardin Vivienne, Bibliothèque nationale de France)
- La Place des enfants, Patrick Corillon (2006, place Goldoni)[1] ;
- Vêtement architectural de Claire Maugeais (2012, située à l’angle de la rue du Sentier, rue Saint-Fiacre et rue des Jeûneurs)[2],[3] ;
- L'Arche, Pierre Tual (1989, à l'angle de rue de la Jussienne et de la rue Étienne-Marcel)[4]
- Mur des vents, Pierre Comte (1974, angle des rues Saint-Sauveur et Dussoubs, installation murale) ;
- 3 nuages, Gilles Brusset (2019, Place d'Alexandrie) [5] ;
- Sainte Catherine (angle des rues de Cléry et Poissonnière) ;
- Mairie :
  - Œuvre de Raed Bawayah[6] ;
  - Œuvre de Mircea Cantor[6] ;
  - Œuvre d'Olga Kisseleva[6] ;
  - Œuvre de Bruno Serralongue[6] ;
  - Œuvre de Lidwien van de Ven[6].

- Bibliothèque Charlotte Delbo :
  - Œuvre de Marcelline Delbecq[6] ;
  - Œuvre d'Angela Detanico[6] ;
  - Œuvre de Rafael Lain[6].